# Abdallah al-Ghalib Saadi
Abdallah al-Ghalib, död 1574, var regerande sultan av Marocko mellan 1557 och 1574. Han tillhörde saadiernas dynasti.